# 斎藤馨 (造園学者)
斎藤 馨（さいとう かおる、1955年5月 - ）は、日本の造園学者、環境学者。東京大学名誉教授。東京農業大学教授。

## 人物・経歴
新潟県長岡市生まれ。新潟県立長岡高等学校を経て、1981年千葉大学園芸学部造園学科卒業。1983年東京大学大学院農学系研究科林学専攻修士課程修了。1986年同博士課程単位取得退学、プレック研究所研究員。1987年同主任研究員。1989年東京大学農学部附属演習林助手。1994年東京大学農学部附属演習林講師、農学博士。1995年東京大学農学生命科学研究科森林科学専攻助教授。1999年東京大学大学院新領域創成科学研究科環境学専攻助教授。2010年同教授。東京大学秩父演習林の記録を続け、発信システムの開発などを行い、2011年には本多静六賞を受賞した。2014年日本造園学会田村剛賞受賞。2021年東京大学名誉教授、東京農業大学地域環境科学部造園科学科教授。